# Disney Jr. (Francia)
Disney Jr. es un canal de televisión por suscripción francés gestionado en Reino Unido dirigido a niños en edad preescolar, propiedad de The Walt Disney Company France. Ofrece programación infantil enfocada a preescolares. Es la versión francesa del canal de televisión estadounidense Disney Jr., que solo se transmite en Bélgica, Luxemburgo y Suiza desde 2025.
Fue lanzado como Playhouse Disney el 2 de noviembre de 2002, junto con Disney Channel +1 y Toon Disney (luego Disney Cinemagic) y transmitía 15 horas al día, de 6:00 a. m. a 9:00 p. m. La señal se renombró como Disney Junior el 27 de mayo de 2011, recibiendo además una señal HD y 16:9.
En Francia (incluidos los territorios de ultramar) y África, Disney Jr. fue un canal exclusivo de Canal+, y la cadena dejó de emitir en estas regiones el 31 de diciembre de 2024, tras la finalización de su contrato exclusivo.